# Witchcraft (группа, Швеция)
Witchcraft (англ. Колдовство) — шведская дум-метал и хард-рок группа из города Эребру. Ранние записи группы по стилю близки к психоделическому року начала 1970-х годов, более позднее творчество тяготеет к классическому хард-року.
Бессменным участником группы является её вокалист и гитарист Магнус Пеландер.

## История
В 2000 году распалась стоунер-метал группа Norrsken. Её бывшие участники создали новые музыкальные проекты (Graveyard, Albatross), а гитарист Магнус Пеландер собрал группу Witchcraft, чтобы записать кавер-версию на одну из песен группы Pentagram.
В 2002 году на лейбле Primitive Art Records группа выпускает свой первый сингл — песню No Angel or Demon. Эта запись привлекла внимание британского лейбла Rise Above Records, группа подписала контракт и приступила к записи полноформатного альбома.
Дебютный одноимённый альбом увидел свет в 2004 году. Песни записывались на старом аналоговом оборудовании, что придало пластинке аутентичное звучание рока 1970-х.
Второй альбом, Firewood, был записан в Лондоне и вышел в 2005 году на том же лейбле.
В 2007 году, группа выпустила свой третий альбом The Alchemist.
С 2012 года группа сотрудничает с немецким лейблом Nuclear Blast. На нём она выпускает альбом Legend.

## Дискография

### Альбомы
| Год  | Альбом        | Лейбл              |
| ---- | ------------- | ------------------ |
| 2004 | Witchcraft    | Rise Above Records |
| 2005 | Firewood      | Rise Above Records |
| 2007 | The Alchemist | Rise Above Records |
| 2012 | Legend        | Nuclear Blast      |
| 2016 | Nucleus       | Nuclear Blast      |
| 2020 | Black Metal   | Nuclear Blast      |
| 2025 | Idag          | Heavy Psych Sounds |

### Синглыи EP
| Год  | Альбом                         | Лейбл                 |
| ---- | ------------------------------ | --------------------- |
| 2002 | No Angel or Demon              | Primitive Art Records |
| 2005 | Chylde of Fire                 | Rise Above Records    |
| 2006 | If Crimson Was Your Colour     | Rise Above Records    |
| 2007 | The Sword/Witchcraft           | Kemado Records        |
| 2012 | It’s Not Because of You        | Nuclear Blast Records |
| 2015 | The Outcast                    | Nuclear Blast Records |
| 2020 | Elegantly Expressed Depression | Nuclear Blast Records |